# Caserío Landako
Landako es un caserío situado sobre un ligerísimo promontorio en un extremo del pueblo de Lezama municipio de Amurrio (Álava, España), cercano al antiguo camino real de Vitoria a Amurrio que conectaba con el camino de Bilbao por Llodio, Amurrio y Orduña a Castilla.
El caserío Landako mantiene aun alguno de los rasgos estructurales propios de su época de construcción a finales de la segunda mitad del siglo XVI. Es un ejemplo expresivo del modo en que aquellos caseríos fueron objeto de modificación para su conversión en caserío bifamiliar a finales del siglo XVII; momento en que la plantación del maíz de forma generalizada sustituye a la de otros cereales mucho menos rentables, lo que unido a una crisis social generalizada y el consiguiente retroceso de la población hacia el campo, permite a los propietarios del suelo arrendar las explotaciones al mayor número de familias posible y obtener así un mayor beneficio.
Landako presenta una planta rectangular de mayor fondo que el frente, que orienta en dirección este-sureste. Su cubierta presenta 3 aguas, formando testero con dos faldones simétricos en fachada principal y reservando la tercera agua a la totalidad de la fachada posterior, en una exageración de lo que se ha dado en llamar "mirubuztan" y que tan generalizado resulta en el valle de Ayala a partir del siglo XVII. La construcción del tercer faldón, que no es original, corresponde al mismo momento en que el caserío sufre su transformación en vivienda bifamiliar. Existen diversas actuaciones de aperturas de huecos en fachadas laterales que se superponen inadecuadamente a aquellas que se realizaron en el momento de la transformación principal, más comedidas y mejor ejecutadas.
En este momento Landako conserva integra la estructura de madera tal como quedó después de la refacción del siglo XVII, estando totalmente vista merced a unos trabajos de desmontaje previos a su rehabilitación, tan solo conserva íntegras sus fachadas laterales y posterior, por cuanto que la principal ha quedado reducida a la estructura de madera. Los restos originales de la estructura en fachada principal nos hablan de un caserío con planta baja construida en fábrica de mampostería mientras que la planta alta presentaría un cierre de entramado de madera arriostrado escasamente y tabla. La refacción para adaptar el caserío como bifamiliar habría supuesto para el frente de fachada principal una mayor división del entramado y su relleno con fábrica, posiblemente de ladrillo, pasando las dependencias de vivienda de planta baja a primera y consecuentemente generando la aparición de diversas ventanas en el entramado.
La actuación de modificación cobra su verdadero sentido, no sólo en la disposición de dos escaleras simétricas para acceso a planta primera y en el recorte de alguno de los postes enterizos preexistentes, sino también en la total modificación de la cubierta, donde la solución constructiva se complica de forma importante como consecuencia de la construcción del tercer faldón y de la disposición de carreras intermedias en cada crujía, lo que facilita el apoyo de cabios más cortos pero obliga a encontrar apoyo para aquellas. Este problema solo encuentra respuesta con el uso masivo de la madera en pequeñas piezas (petit bois) lo que resulta ser propio de final de siglo XVII en adelante, contrariamente al uso de grandes piezas enteras propias de la técnica del siglo XVI.